# دتش شولتز
دتش شولتز (بالإنجليزية: Arthur «Dutch Schultz» Flegenheimer)‏ هو مجرم أمريكي، ولد في 6 أغسطس 1902 في ذا برونكس في الولايات المتحدة، وتوفي في 24 أكتوبر 1935 في نيوارك في الولايات المتحدة بسبب التهاب البريتون.

## وصلات خارجية
- دتش شولتز على موقع IMDb (الإنجليزية)
- دتش شولتز على موقع الموسوعة البريطانية (الإنجليزية)
- دتش شولتز على موقع إن إن دي بي (الإنجليزية)